# Ernestynów (województwo łódzkie)
Ernestynów – wieś w Polsce położona w województwie łódzkim, w powiecie kutnowskim, w gminie Bedlno.
| SIMC    | Nazwa   | Rodzaj    |
| ------- | ------- | --------- |
| 0558848 | Kujawki | część wsi |
| 0558854 | Odolin  | część wsi |

W latach 1975–1998 miejscowość administracyjnie należała do województwa płockiego.